# A Piece of Phantasmagoria
Phantasmagoria (ファンタスマゴリア?) es un libro de ilustraciones creado por el ilustrador japonés Shigeru Tamura publicado en 1989. Posteriormente en el año 1999, se realizó una miniserie de animación, que constó de quince episodios, basada en dicho libro, llamada A Piece of Phantasmagoria, producida por Bandai Visual.
Fue transmitido por televisión por el canal de pago Locomotion en versión subtitulada en su segmento Locotomía.

## Argumento
En el reino de los sueños, hay un pequeño planeta llamado Phantasmagoria. Estos son cuentos de algunos lugares exquisitos que allí se encuentran. Personajes particulares, viajeros en búsqueda de la felicidad, con ambientación surrealista y estilo minimalista.
Los episodios son relatados por narradores, o simplemente por medio de carteles, así como también hay algunos totalmente mudos. Cada episodio se despide con las palabras «Se encuentra al viajar en los sueños… es el planeta de Phantasmagoria; esta es una historia de ese planeta. Adiós».

## Episodios
1. El show de la Aurora
2. La fábrica de color del Valle Arco-iris
3. El océano de Vidrio
4. El Continente Sur
5. El día que la bombilla brilló
6. El pueblo fantasma
7. El pueblo de los hongos
8. Destilería
9. Ciudad de Cactus
10. La Panadería Hon-Yara
11. El Bar Altair
12. Luna Artificial
13. Zona Digital
14. La noche de las Perseidas
15. El fin del viaje

## Personal
- Director e historia original: Shigeru Tamura.
- Música: Utollo Teshikai.
- Narración: Morio Agata , Kaori Kano.